# Amakusanthura lathridia
Amakusanthura lathridia är en kräftdjursart som först beskrevs av Johann-Wolfgang Wägele 1982.  Amakusanthura lathridia ingår i släktet Amakusanthura och familjen Anthuridae. Inga underarter finns listade i Catalogue of Life.